# 1997 MA4
1997 MA4 är en asteroid i huvudbältet som upptäcktes den 28 juni 1997 av LINEAR i Socorro County, New Mexico.
Asteroiden har en diameter på ungefär 5 kilometer och den tillhör asteroidgruppen Koronis.